# Spiegeldikkopje
Het spiegeldikkopje (Heteropterus morpheus) is een vlinder uit de familie Hesperiidae (dikkopjes). 

## Kenmerken
De vleugel varieert in lengte tussen de 15 en 18 mm en heeft aan de bovenzijde bruin gele vlekken. De voelsprieten zijn geel-zwart geringeld.

## Leefwijze
Als rups overwintert hij half volwassen en wordt hij voornamelijk aangetroffen op verschillende hoog groeiende grassen. Typische waardplanten zijn dan ook kortsteel, hennegras en pijpestrootje. Als imago is hij erg herkenbaar door zijn manier van vliegen die aan het hippen van een mus doet denken. De vliegtijd is van juni tot en met augustus.

## Verspreiding en leefgebied
Het leefgebied van het spiegeldikkopje is verspreid over enkele geïsoleerde plekken in Europa tot aan Oost-Azië, waar hij is gebonden aan vochtige terreinen. 

## Status
De vlinder is in Nederland kwetsbaar (grootste populatie in de Peel) en in Vlaanderen wordt hij als uitgestorven beschouwd (de laatste bekende voortplanting dateert van 1995). Hij staat op de Nederlandse Rode lijst dagvlinders.